# Чемпионат Германии по кёрлингу среди мужчин 2013
Чемпионат Германии по кёрлингу среди мужчин 2014 проводился с 22 по 24 февраля 2013 года в городе Оберстдорф.
В чемпионате приняло участие 4 команды.
Чемпионом стала команда скипа Джонни Яра, серебряные медали завоевала команда скипа Даниэля Херберга, бронзовые медали — команда скипа Александра Баумана.
Одновременно и в том же месте проводился чемпионат Германии по кёрлингу среди женщин 2013.

## Формат турнира
Команды сыграли в групповом этапе, проводимом по круговой системе в два круга.

## Составы команд
| Четвёртый        | Третий            | Второй            | Первый           |
| ---------------- | ----------------- | ----------------- | ---------------- |
| Александр Бауман | Мануэль Вальтер   | Себастьян Швейцер | Йорг Энгессер    |
| Константин Кемпф | Sebastian Jacoby  | Александр Кемпф   | Доминик Грайндль |
| Даниэль Херберг  | Маркус Мессенцель | Даниэль Нойнер    | Андреас Кемпф    |
| Феликс Шульце    | Джонни Яр         | Петер Рикмерс     | Свен Гольдеман   |

(скипы выделены полужирным шрифтом)

## Результаты соревнований

### Групповой этап
|    | Команда (скип)   | A1       | A2      | A3       | A4       | В | П | Место |
| -- | ---------------- | -------- | ------- | -------- | -------- | - | - | ----- |
| A1 | Александр Бауман | *        | 9:4 9:4 | 4:7 6:5  | 8:11 7:8 | 3 | 3 | 3     |
| A2 | Константин Кемпф | 4:9 4:9  | *       | 4:7 4:7  | 4:6 4:5  | 0 | 6 | 4     |
| A3 | Даниэль Херберг  | 7:4 5:6  | 7:4 7:4 | *        | 11:5 2:5 | 4 | 2 | 2     |
| A4 | Джонни Яр        | 11:8 8:7 | 6:4 5:4 | 5:11 5:2 | *        | 5 | 1 | 1     |

### Итоговая классификация
| Место | Команда (скип)   | И | В | П |
| ----- | ---------------- | - | - | - |
| 1     | Джонни Яр        | 6 | 5 | 1 |
| 2     | Даниэль Херберг  | 6 | 4 | 2 |
| 3     | Александр Бауман | 6 | 3 | 3 |
| 4     | Константин Кемпф | 6 | 0 | 6 |